# 代戈

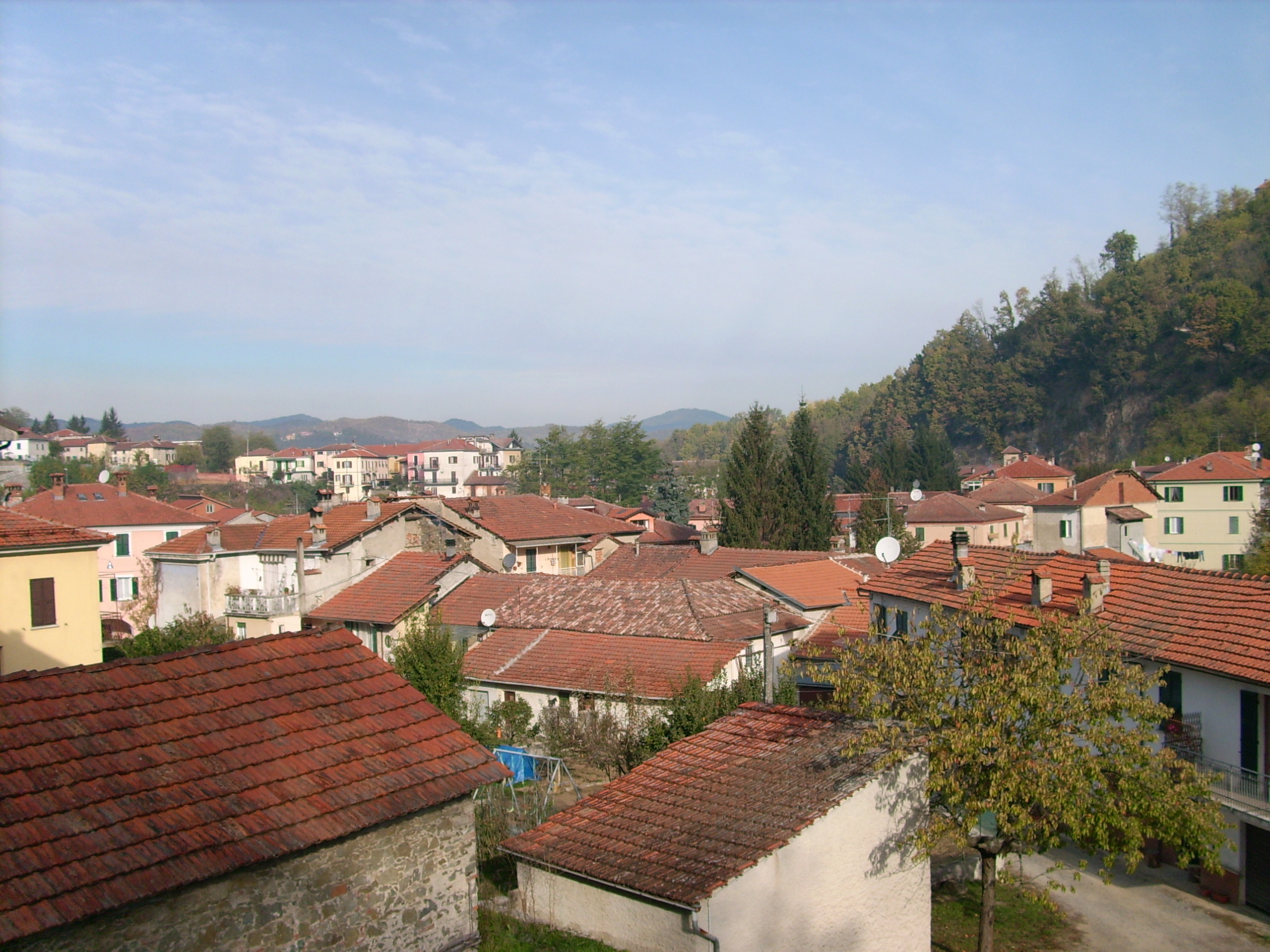
市容

代戈（義大利語：Dego）是意大利利古里亚大区萨沃纳省的市镇。位于大区首府热那亚西边50公里及省府萨沃纳西北20公里处。面积为67.9平方公里，2019年人口数量为1,956人。